# Wilford Hill
Wilford Hill – część miasta West Bridgford w Anglii, w hrabstwie Nottinghamshire, w dystrykcie Rushcliffe. Leży 5 km na południe od miasta Nottingham i 171 km na północny zachód od Londynu.